# Longicyatholaimus complexus
Longicyatholaimus complexus är en rundmaskart. Longicyatholaimus complexus ingår i släktet Longicyatholaimus, och familjen Cyatholaimidae. Arten är reproducerande i Sverige.